# Phragmidium hiratsukanum
Phragmidium hiratsukanum är en svampart som beskrevs av S.X. Wei 1988. Phragmidium hiratsukanum ingår i släktet Phragmidium och familjen Phragmidiaceae.   Inga underarter finns listade i Catalogue of Life.